# 시계 방향
이차원에서 두 가지 방향으로 회전할 수 있는데, 시계 방향(時計方向, 영어: Clockwise (CW))과 반시계 방향(反時計方向, 영어: Anticlockwise (ACW), Counterclockwise (CCW))이다. 시계 방향은 시계의 침과 같은 방향으로 회전하는데, 오른쪽 위에서 순서대로 아래, 왼쪽, 다시 위로 회전한다. 그 반대로 회전할 때 반시계 방향 또는 시계 반대 방향이라고 한다.

## 용어

북쪽에서 바라봤을 때 지구는 반시계 방향으로 자전한다.

시계가 보편화되기 전 "sunwise"(해의 이동 방향)와 "deasil", "deiseil", "deocil"이라는 용어가 스코틀랜드 게일어에서 유래했고, 같은 어원의 라틴어 단어 "dexter"(오른쪽)도 시계 방향을 의미했다. "Widdershins"(반시계 방향으로 가다) 또는 "withershins"는 반대 방향을 뜻하는 중세 저지 독일어인데, 반시계 방향을 의미했다.
시계 방향 또는 반시계 방향이라는 용어는 회전 평면이 정해졌을 때 쓸 수 있다. 예를 들어 지구의 일주 자전 운동은 남극 쪽에서 봤을 때 시계 방향이고 북극 쪽에서 봤을 때 반시계 방향이기 때문이다.

북반구에서 수평 해시계의 그림자는 시계 방향으로 회전한다.

시계의 기원인 해시계의 그림자가 시계 방향으로 회전했기 때문에 시계도 전통적으로 같은 방향을 따른다. 침이 달린 시계는 최초로 북반구에서 만들어졌고, 세로로 세워져 있었다. 이런 해시계가 적도 북쪽 지역에서 봄과 여름, 또는 북회귀선 북쪽에서 1년 내내 기능을 하려면 태양이 남중했을 때 해시계의 그림자가 북쪽으로 생겨야 한다. 그러면 태양이 서쪽, 남쪽, 동쪽 순서대로 이동할 때 그림자가 반대편인 동쪽, 남쪽, 서쪽 순서로 움직인다. 수평 해시계 그리고 현대 침이 있는 시계가 시계 방향으로 도는 같은 같은 이유이다. 수직 해시계(건물 벽에 붙어 있는 해시계)에서 태양은 오른쪽, 위, 왼쪽 순서로 위치해 있기 때문에 그림자는 왼쪽, 위, 오른쪽 순서로 움직인다. 즉 반시계 방향이다. 이는 해시계의 평면이 태양이 움직이는 평면에서 움직이면서 태양 반대편에 그림자가 생기기 때문이다. 어떤 시계는 이런 원리를 따라서 침이 반시계 방향으로 움직이는데, 지금까지 남아있는 잘 알려진 시계는 뮌스터 천문 시계(영어판)이다.

## 사용

### 기구
대부분의 너트, 나사, 볼트, 병뚜껑 등은 관찰자가 봤을 때 시계 방향으로 조여지고 반시계 방향으로 풀어져서 오른손 법칙을 따른다.

오른손 법칙에서의 회전축과 회전 방향

오른손 법칙을 쓰기 위해서는, 꽉 쥐지 않고 엄지를 편 오른손을 놓는다. 엄지 손가락이 나사나 뚜껑을 빼는 방향으로 가게 하면, 네 손가락이 돌아간 방향이 나사나 뚜껑을 돌리는 방향이다. 왼손 법칙이 적용되는 일부 예외를 제외하면 거의 모든 조여진 물체가 이 법칙을 따른다.
대부분 이 규칙을 따르는 이유는 오른손잡이인 사람이 시계 방향으로 나사를 조일 때 팔의 뒤침(supination)이 반시계 방향으로 나사를 풀 때 팔의 엎침(pronation)보다 일반적으로 강하기 때문이다.
하지만 특별한 이유로 왼나사처럼 반시계 방향으로 조일 때도 있는데, 예를 들어 풀어지는 걸 막기 위해서다. 예를 들어 오래된 일부 자동차나 트럭은 바퀴 너트(영어판)가 오른쪽 바퀴에는 오른나사이고 왼쪽 바퀴에는 왼나사이다. 그래서 앞으로 움직일 때 바퀴 너트가 헐렁해지지 않고 더 조여진다. 자전거 발판의 왼발 부분도 나사가 풀어지는 걸 막기 위해 반시계 방향으로 조여져야 한다. 비슷한 원리로 물레의 실바퀴도 풀어지는 걸 막으려고 왼나사 방식을 쓴다. 턴버클(영어판)도 한 쪽 끝은 오른나사, 다른 쪽은 왼나사이다. 기체 보관 장치(gas fitting)의 일부도 잘못 연결해서 재해가 발생하지 않도록 왼나사이다. 산소 보관 장치는 오른나사지만, 아세틸렌, 프로페인 등 가연성 기체는 왼나사로 구별할 수 있게 한다.

### 수학

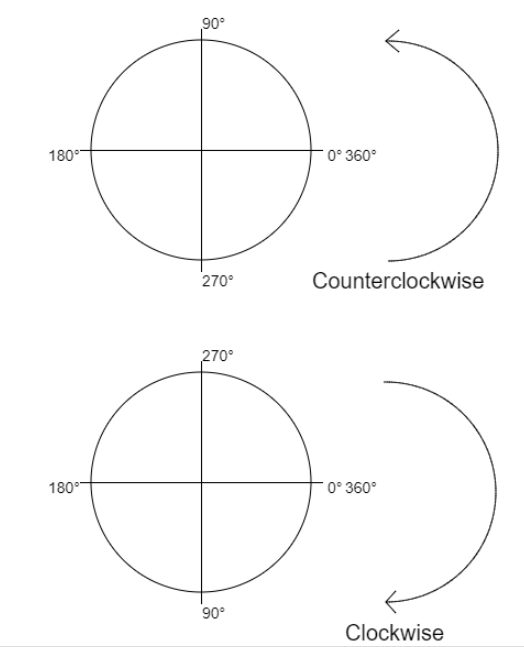
일반적으로 수학에서는 위와 같은 반시계 방향으로 각도를 생각한다.

일반적으로 삼각법과 수학에서, 평면 상의 각은 반시계 방향으로 측정한다. 오른쪽(동쪽)을 가리킬 때 0° 또는 0 라디안에서 시작해서, 위쪽(북쪽)을 가리킬 때 90° 또는 {\displaystyle {\frac {\pi }{2}}}가 되는 식이다. 하지만 내비게이션이나 나침반에서는 시계 방향으로 각도가 증가한다. 나침반의 가장 위쪽(북쪽)에서 0°, 오른쪽(동쪽)에서 90°가 된다.
데카르트 좌표계의 단위원에서 t가 증가할 때마다 x = cos t와 y도 반시계 방향으로 따라가고, t = 0에서 가장 오른쪽이다. 공식에서 sin과 cos을 바꿔서 정의하면 가장 위쪽부터 시계 방향으로 자취가 생길 것이다.

### 게임
보통 카드 게임, 보드 게임, 실내 게임, 팀 스포츠 게임은 서양에서 시계 방향 순서로, 라틴 아메리카나 아시아 국가에서 반시계 방향 순서로 진행한다. 서양에서 정해진 규칙 없이도 말하기나 토론 활동은 시계 방향으로 진행하는데, 게임과는 다르게 반시계 방향으로 진행하는 걸 반대하는 사람도 없는데도 말이다.
특이하게 야구 경기는 반시계 방향으로 진행한다.

## 왼쪽/오른쪽 방향 회전

기준점이 없는 회전을 설명할 때 왼손/오른손 법칙을 쓰기도 한다. 엄지가 회전하는 표면의 위쪽을 가리키고 네 손가락이 표면의 회전 방향을 나타낸다. 다음과 같은 결과를 얻는다.
- 왼쪽으로 회전 = 반시계 방향
- 오른쪽으로 회전 = 시계 방향

## 사람
왼손잡이인 사람은 원을 그리거나 건물 주위를 돌 때 시계 방향으로 돌고, 오른손잡이인 사람들은 반시계 방향으로 돌 때가 많다. 좌뇌와 우뇌의 우열 차이 때문이라는 이론이 있었지만, 연구에 따르면 상관관계가 거의 없고 근육의 움직임 때문이다.

## 같이 보기
- 손쓰임
- 카이랄성 (화학)
- 광학 이성질체
- 역행 운동
- 상하좌우
- 오른손 법칙